# Amerikai országok légierői
| Lajstromjel és név                               | Eredeti név                                                              | Rövidítés | Megjegyzés |
| ------------------------------------------------ | ------------------------------------------------------------------------ | --------- | ---------- |
| Az Amerikai Egyesült Államok Légiereje           | angolul: United States Air Force                                         | USAF      |            |
| Az Amerikai Egyesült Államok hadereje            | angolul: United States Army                                              | US Army   |            |
| Az Amerikai Egyesült Államok Tengerészgyalogsága | angolul: United States Marine Corps                                      | USMC      |            |
| Az Amerikai Egyesült Államok Haditengerészete    | angolul: United States Navy                                              | USN       |            |
| Argentin Légierő                                 | spanyolul: Fuerza Aérea Argentina                                        | FAA       |            |
| Bahamai Királyi Légiezred                        | angolul: Royal Bahamas Defence Force Air Wing                            |           |            |
| Belize-i Légiezred                               | angolul: Belize Defence Force Air Wing                                   |           |            |
| Bolíviai Légierő                                 | spanyolul: Fuerza Aérea Boliviana                                        | FAB       |            |
| Brazil Légierő                                   | portugálul: Força Aérea Brasileira                                       | FAB       |            |
| Chilei Légierő                                   | spanyolul: Fuerza Aérea de Chile                                         | FACH      |            |
| Dominikai Köztársaság Légiereje                  | spanyolul: Fuerza Aérea Dominicana                                       | FAD       |            |
| Ecuadori Légierő                                 | spanyolul: Fuerza Aérea Ecuatoriana                                      |           |            |
| El Salvadori Légierő                             | spanyolul: Fueza Aerea Salvadorena                                       |           |            |
| Guatemalai Légierő                               | spanyolul: Fuerza Aérea Guatemalteca                                     |           |            |
| Guyanai Légierő                                  |                                                                          |           |            |
| Hondurasi Légierő                                | spanyolul: Fuerza Aérea Hondureña                                        |           |            |
| Jamaicai Légierő                                 | angolul: Jamaica Air Squadron                                            |           |            |
| Kanadai Királyi Légierő                          | angolul: Royal Canadian Air Force, franciául: Aviation royale canadienne | RCAF      |            |
| Kolumbiai Légierő                                | spanyolul: Fuerza Aerea Colombiana                                       | FAC       |            |
| Kubai Légierő                                    | spanyolul: Fuerza Aérea Revolucionaria                                   | FAR       |            |
| Mexikói Légierő                                  | spanyolul: Fuerza Aérea Mexicana                                         | FAM       |            |
| Nicaraguai Légierő                               | spanyolul: Fuerza Aérea de Nicaragua                                     | FAN       |            |
| Panamai Nemzeti Tengerészeti Légiszolgálat       | spanyolul: Servicio Nacional Aeronaval                                   | SNA       |            |
| Paraguayi Légierő                                | spanyolul: Aeronautica Militar Paraguaya                                 | AMP       |            |
| Perui Légierő                                    | spanyolul: Fuerza Aérea del Perú                                         | FAP       |            |
| Surinamei Légierő                                | hollandul: Surinaamse Luchtmacht                                         |           |            |
| Trinidad és Tobago Légiereje                     | angolul: Trinidad and Tobago Defence Force Air Guard                     |           |            |
| Uruguayi Légierő                                 | spanyolul: Fuerza Aérea Uruguaya                                         | FAU       |            |
| Venezuelai Légierő                               | spanyolul: Aviación Militar Venezolana Fuerza Aérea Venezolana           | FAV       |            |

## Lásd még
- Afrikai országok légierői
- Ausztrália és Óceánia légierői
- Ázsiai országok légierőinek listája
- Európai országok légierői
- A Föld országainak légierői